# Communauté de communes de Bar-le-Duc
La communauté de communes de Bar-le-Duc est une ancienne communauté de communes française, qui était située dans le département de la Meuse et la région Lorraine.
Elle a fusionné le 1er janvier 2013 avec la « Communauté de communes du Centre Ornain » pour donner la « Communauté d'agglomération Bar-le-Duc Sud Meuse ».

## Composition
La communauté de communes regroupait 15 communes :
| Nom                    | Code Insee | Gentilé          | Superficie (km2) | Population (dernière pop. légale) | Densité (hab./km2) |
| ---------------------- | ---------- | ---------------- | ---------------- | --------------------------------- | ------------------ |
| Bar-le-Duc (siège)     | 55029      | Barisiens        | 23,62            | 15 668 (2014)                     | 663                |
| Behonne                | 55041      | Behonnais        | 9,17             | 635 (2014)                        | 69                 |
| Beurey-sur-Saulx       | 55049      | Buirottes        | 11,62            | 415 (2014)                        | 36                 |
| Chardogne              | 55101      |                  | 12,82            | 315 (2014)                        | 25                 |
| Combles-en-Barrois     | 55120      | Comblais         | 10,26            | 847 (2014)                        | 83                 |
| Fains-Véel             | 55186      | Finnois-Veillots | 18,30            | 2 199 (2014)                      | 120                |
| Longeville-en-Barrois  | 55302      |                  | 15,44            | 1 169 (2014)                      | 76                 |
| Naives-Rosières        | 55369      | Navetonnais      | 15,93            | 799 (2014)                        | 50                 |
| Resson                 | 55426      | Ressonnais       | 8,40             | 401 (2014)                        | 48                 |
| Robert-Espagne         | 55435      | Tracanniers      | 7,33             | 836 (2014)                        | 114                |
| Rumont                 | 55446      | Rumontois        | 6,31             | 90 (2014)                         | 14                 |
| Savonnières-devant-Bar | 55476      |                  | 5,16             | 483 (2014)                        | 94                 |
| Trémont-sur-Saulx      | 55514      |                  | 11,90            | 621 (2014)                        | 52                 |
| Val-d'Ornain           | 55366      |                  | 24,16            | 979 (2014)                        | 41                 |
| Vavincourt             | 55541      | Tavagnés         | 15,93            | 496 (2014)                        | 31                 |

## Fonctionnement

### Présidence
| Période      | Période      | Identité         | Étiquette | Qualité                                              |
| ------------ | ------------ | ---------------- | --------- | ---------------------------------------------------- |
| janvier 2002 | mars 2008    | Bertrand Pancher | UDI       | Président du Conseil Général de la Meuse (2001-2004) |
| mars 2008    | janvier 2013 | Nelly Jaquet     | PS        | Maire de Bar-le-Duc                                  |